# Danza rituale dei tamburi reali
La danza rituale dei tamburi reali (in kirundi umurishu w'ingoma) è una tradizione coreutico-musicale del Burundi. Forma di spettacolo fortemente identitaria del popolo burundese, trae origine dalle esibizioni dei batimbo, costruttori di tamburi e percussionisti di corte che nel Burundi precoloniale formavano una distinta categoria sociale e accompagnavano il re (mwami) nelle cerimonie solenni o nei riti stagionali come l'umuganuro (semina del sorgo). 
Il termine kirundi ingoma indica tanto gli strumenti a percussione quanto il regno e la regalità: i primi, specie il karyenda, nella monarchia burundese erano manifestazione sacra del potere sovrano.
Lo spettacolo associa danza, canto tradizionale e poesia eroica, ed è sostenuto da un nutrito ensemble di percussioni che include lo strumento principale (inkiranya) e due gruppi di tamburi disposti di solito a semicerchio intorno al medesimo: ibishizo e amashako, con questi ultimi a fungere da base ritmica. I percussionisti si alternano all'inkiranya ed eseguono loro stessi le danze e i canti.
La tradizione è proseguita nelle cerimonie ufficiali del Burundi moderno e si è diffusa dagli anni 1960 con esibizioni anche internazionali.
L'umurishu w'ingoma è riconosciuto patrimonio immateriale dell'umanità UNESCO dal 2014.